# Turma do Quinto
Turma do Quinto é uma das escolas de samba de São Luís (Maranhão). As suas cores são o azul e o branco.
Está localizada no Bairro da Madre Deus, bairro considerado o mais cultural de São Luís. É a escola que detém mais títulos de campeã. Seus enredos quase sempre tratam sobre a cultura maranhense.

## Histórico

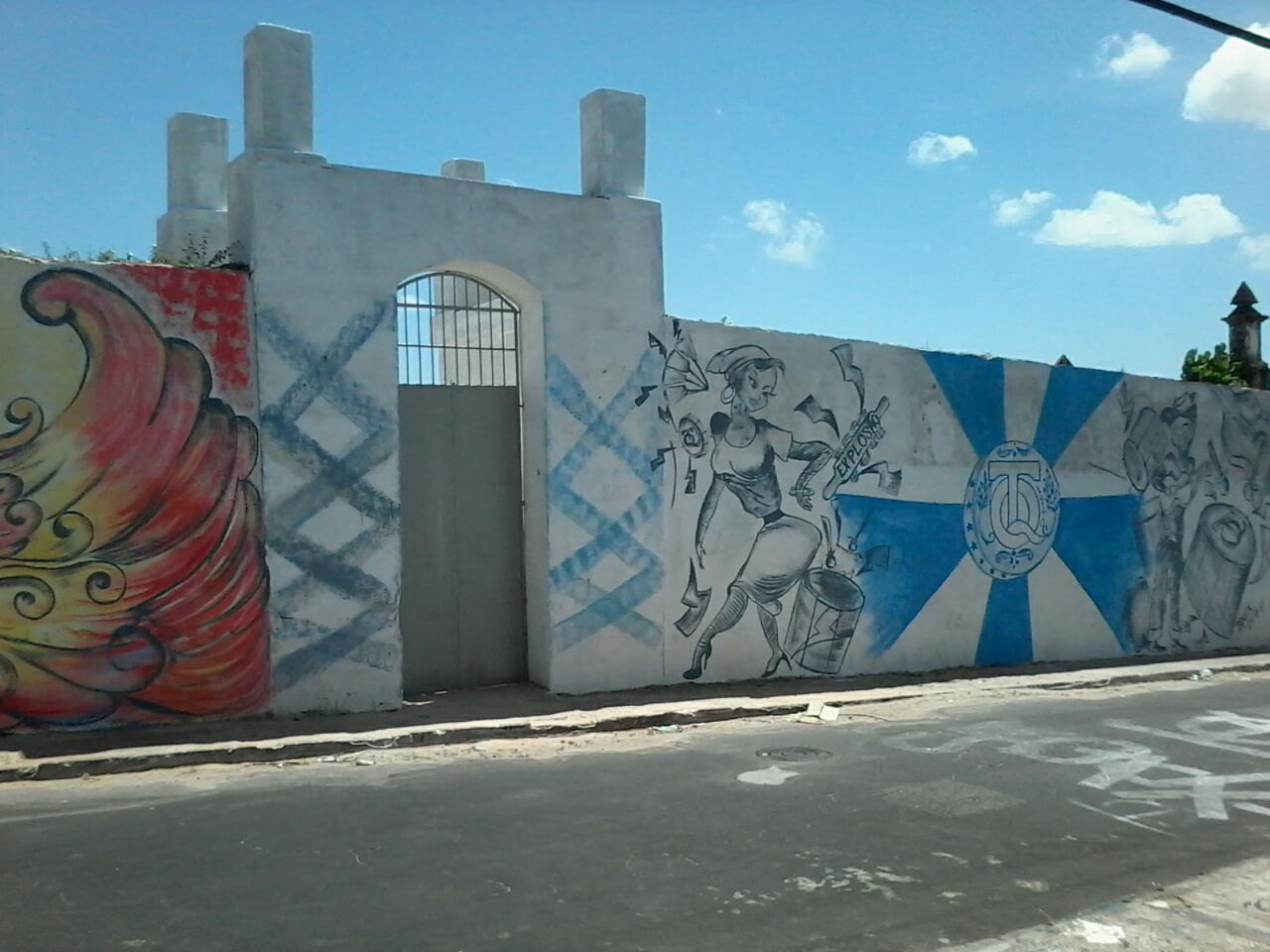
Quadra da Turma do Quinto

Foi fundada em 25 de dezembro de 1940, sendo a terceira escola mais antiga existente na cidade, logo após Turma da Mangueira (1928) e Flor do Samba (1939).  
Um dos desfiles considerados mais marcantes foi o de 1981, onde o enredo foi a Praia Grande. Em 2005, falou sobre os 40 anos da TV Difusora - a primeira emissora de televisão do Maranhão.
Em 10 de dezembro de 2011, a escola realizou sua final de samba enredo para o Carnaval 2012,  com o qual obteve a terceira colocação.
Em 2014 fez um grande desfile que empolgou o público homenageando o pai de santo mais formoso do Maranhão, Bita do Barão, a escola foi campeã, título que não vinha desde 2005.
Em 2016 foi inicialmente declarada campeã, empatada com a Favela do Samba, mas este título ficou sub-júdice até 2019,onde após um acordo entre as entidades, o título foi dado à Flor do Samba.
Em 2017 teve como enredo um dos maiores  blocos afros do Maranhão, Akomabu.
Em 2018 a escola se inspirou na toada de bumba meu boi de Humberto de Maracanã para contar o enredo "dos versos do guriatã a turma do quinto canta as aldeias de uapon açú".

## Títulos
- 1975, 1978, 1981, 1982, 1983, 1986, 1987, 1988, 2001, 2002, 2003, 2004, 2005, 2014,2016

## Carnavais
| Ano  | Colocação                                               | Enredo                                                                  | Carnavalesco                                            | Ref.                                                    |
| ---- | ------------------------------------------------------- | ----------------------------------------------------------------------- | ------------------------------------------------------- | ------------------------------------------------------- |
| 1975 | Campeã                                                  | "Obrigado Salgueiro"                                                    |                                                         |                                                         |
| 1976 | Vice-campeã                                             | "Babaçu"                                                                |                                                         |                                                         |
| 1977 | Vice-campeã                                             | "Ana Jansen"                                                            |                                                         |                                                         |
| 1978 | Campeã                                                  | "I-Juca-Pirama"                                                         |                                                         |                                                         |
| 1979 | Vice-campeã                                             | "Dias de sonhos e festas"                                               |                                                         |                                                         |
| 1980 | Vice-campeã                                             | "País da brincadeira"                                                   |                                                         |                                                         |
| 1981 | Campeã                                                  | "Praia Grande"                                                          |                                                         |                                                         |
| 1982 | Campeã                                                  | "Upaon-Açu – Ilha dos Mistérios"                                        |                                                         |                                                         |
| 1983 | Campeã                                                  | "Tanto Queima como Atrasa"                                              |                                                         |                                                         |
| 1984 | Vice-campeã                                             | "Sublime, mãe senhora"                                                  |                                                         |                                                         |
| 1985 | Vice-campeã                                             | "Poema Sujo"                                                            |                                                         |                                                         |
| 1986 | Campeã                                                  | "Ali Babão e o Sete Ladrão"                                             |                                                         |                                                         |
| 1987 | Campeã                                                  | "Alcantaratlântida"                                                     |                                                         |                                                         |
| 1988 | Campeã                                                  | "Máscaras da QuintoInstituinte"                                         |                                                         |                                                         |
| 1989 | 4.º lugar                                               | "A Balaiada"                                                            |                                                         |                                                         |
| 1990 | Vice-campeã                                             | "Festejos de São José de Ribamar"                                       |                                                         |                                                         |
| 1991 | 4.º lugar                                               | Fofão de ouro                                                           |                                                         |                                                         |
| 1992 | 5.º lugar                                               | Quinto dos infernos                                                     |                                                         |                                                         |
| 1993 | Não concorreu                                           | "Nação Madre Deus"                                                      |                                                         |                                                         |
| 1994 | Não concorreu                                           | "Baralho de Rei"                                                        |                                                         |                                                         |
| 1995 | 4.º lugar                                               | "Festança de São Pedro: Os Guardiões da Aurora da Vida"                 |                                                         |                                                         |
| 1996 | Não concorreu                                           | "Quinto Batalhão de Arte"                                               |                                                         |                                                         |
| 1997 | Não concorreu                                           | "Estrelas da Rua"                                                       |                                                         |                                                         |
| 1998 | 3.º lugar                                               | "São Luís é Quinto: Patrimônio é Patrimônio"                            |                                                         |                                                         |
| 1999 | 3.º lugar                                               | "Do Bigurrilho ao Berimbau"                                             |                                                         |                                                         |
| 2000 | Campeã                                                  | "Quinto Centenário São Outros Quinhentos"                               |                                                         |                                                         |
| 2001 | Campeã                                                  | "Maranhão: Caixinha de Segredos"                                        |                                                         |                                                         |
| 2002 | Campeã                                                  | "Nauritânea: A Poesia de Barbas Brancas"                                |                                                         |                                                         |
| 2003 | Campeã                                                  | "No tom e na plástica o Quinto da o traço"                              |                                                         |                                                         |
| 2004 | Campeã                                                  | "Quinto é Minha Lei – Meu Nome é José Sarney"                           |                                                         |                                                         |
| 2005 | Campeã                                                  | "A Difusora está no ar, o Quinto opina e a Madre Deus vai festejar"     | Sebastião Cardoso e Alaim Moreira                       |                                                         |
| 2006 | 3.º lugar                                               | "Terra ou por Mar o Quinto festeja São José de Ribamar"                 |                                                         |                                                         |
| 2007 | Vice-campeã                                             | "Alcione Nazareth: a voz do samba"                                      |                                                         |                                                         |
| 2008 | Vice-campeã                                             | "Balaiada: a guerra dos bemtivis"                                       |                                                         |                                                         |
| 2009 | 3.º lugar                                               | "Uma Luz Francesa Ilumina São Luís"                                     |                                                         |                                                         |
| 2010 | 3.º lugar                                               | "O Quinto canta as figuras universais das ruas de São Luís"             |                                                         |                                                         |
| 2011 | 4.º lugar                                               | "Maranhão: Praia Grande das Artes"                                      |                                                         |                                                         |
| 2012 | 3.º lugar                                               | "Upaon-Açu é São Luís, a ilha grande das festas"                        | Sebastião Cardoso                                       |                                                         |
| 2013 | Não houve concurso                                      | Não houve concurso                                                      | Não houve concurso                                      | Não houve concurso                                      |
| 2014 | Campeã                                                  | "No terreiro Maranhão, o mestre é Bita do Barão"                        | Wilson Bozzó                                            |                                                         |
| 2015 | 4.º lugar                                               | "Madre Deus de festejos e festanças"                                    | Washington Coelho                                       | [ 5 ]                                                   |
| 2016 | Vice-campeã                                             | "O anjo Gabriel" (homenagem a Gabriel Melônio)                          | Washington Coelho                                       | [ 6 ] [ 3 ] [ 4 ]                                       |
| 2017 | Vice-campeã                                             | "O Quinta canta o Akomabu: a cultura não poder morrer"                  | Washington Coelho                                       |                                                         |
| 2018 | 5.° lugar                                               | "Dos versos do Guriatã a Turma Do Quinto canta as aldeias de Upaon-Açu" | Washington Coelho                                       | [ 7 ]                                                   |
| 2019 | 5.° lugar                                               | "Alcântara divina o cantar de cantarias"                                | Tácito Borralho                                         | [ 8 ]                                                   |
| 2020 | Vice-campeã                                             | "Bacabal de azul e branco canta seu centenário de glórias"              |                                                         | [ 8 ]                                                   |
| 2021 | Concursos cancelados em virtude da pandemia de COVID-19 | Concursos cancelados em virtude da pandemia de COVID-19                 | Concursos cancelados em virtude da pandemia de COVID-19 | Concursos cancelados em virtude da pandemia de COVID-19 |
| 2022 | Concursos cancelados em virtude da pandemia de COVID-19 | Concursos cancelados em virtude da pandemia de COVID-19                 | Concursos cancelados em virtude da pandemia de COVID-19 | Concursos cancelados em virtude da pandemia de COVID-19 |
| 2023 |                                                         | Não desfilou                                                            |                                                         |                                                         |
| 2024 | Vice-campeã                                             | O musical popular de Josias Sobrinho                                    | Ruber Rocha e Washington Coelho                         |                                                         |
| 2025 | 3⁰ lugar                                                | A Turma do Quinto na peleja e folia dos seus poetas de estrelas e luas  | Ruber Rocha e Washington Coelho e Airton Rolim          |                                                         |